# Список монархів Норвегії

Герб Норвегії

Норвегія вважається єдиним королівством, починаючи з Гаральда I.

## Династія Інглінгів
- Гаральд I, 870–933
- Ейрік I Кривава Сокира, 933–935
- Гокон I, 935–961
- Гаральд II, 961–970

## Династія Гормсенів
- Гаральд I Синьозубий, 961–986
- Свен I Вилобородий, 986? — 995, перший раз

## Династія Інглінгів
- Олаф I, 995–1000

## Династія Гормсенів
- Свен I Вилобородий, 1000–1014, другий раз

## Династія Інглінгів
- Олаф II, 1015–1028

## Династія Гормсенів
- Канут I Великий, 1028 — 1035

## Династія Інглінгів
- Магнус I, 1035–1047
- Гаральд III, 1047–1066
- Олаф III , 1066–1069
- Магнус II, 1066–1069
- Олаф III, 1069 — 1093
- Магнус III, 1093–1103
- Ейстейн I, 1103–1123
- Сігурд I Хрестоносець, 1103–1130
- Магнус IV, 1130–1135
- Гаральд IV, 1130–1136
- Сігурд II, 1136–1155
- Інге I, 1136–1161
- Ейстейн II, 1142–1157
- Гокон II, 1157–162
- Магнус V, 1161–1184
- Ейстейн III, 1176 — 1177
- Сверрір I, 1177/1184 — 1202
- Йон Кувлунг, 1186 —1188
- Інге II, 1196–1202
- Гокон III, 1202–1204
- Гутторм I, 1204
- Ерлінг Стейнвегг, 1204–1207
- Інге III, 1205–1217
- Філіпп Сімонссон, 1207–1217
- Гокон IV, 1217–1263
- Скуле Бардссон, 1239–1240
- Магнус VI, 1263–1280
- Ейрік II, 1280–1299
- Гокон V, 1299–1319

## Династія Фолькунгів
- Магнус VII, 1319–1355
- Гокон VI, 1355–1380
- Олаф IV, 1380—1387

## Кальмарська унія
- Маргрете I Данська, 1387—1389
- Ейрік III Померанський, 1389—1442
- Крістоффер I Баварський, 1442—1448
- Карл I, 1449—1450

## Династія Ольденбургів
- Кристіан I, 1450–1481
- Юган I, 1483–1513
- Кристіан II, 1513–1523
- Фредерік I, 1523–1533
- Кристіан III, 1534–1559
- Фредерік II, 1559–1588
- Кристіан IV, 1588–1648
- Фредерік III, 1648–1670
- Кристіан V, 1670–1699
- Фредерік IV, 1699–1730
- Кристіан VI, 1730–1746
- Фредерік V, 1746–1766
- Кристіан VII, 1766–1808
- Фредерік VI, 1808–1814
- Кристіан VIII, 1814

## Династія Гольштейн-Готторпська
- Карл II, 1814–1818

## Династія Бернадотів
- Карл III Юхан, 1818–1844
- Оскар I, 1844–1859
- Карл IV, 1859–1872
- Оскар II, 1872–1905

## Династія Глюксборгів
- Гокон VII, 1905–1957
- Олаф V, 1957–1991
- Гаральд V, з 1991